# نبرد شیگا
نبرد شیگا (به ژاپنی: 志賀の陣) یک نبرد در طول دوره سنگوکو (قرن ۱۶) در ولایت اومی (امروزه استان شیگا شهر اتسو بخش شیگا) در ژاپن بود. این نبرد از ۱۶ سپتامبر تا ۱۷ دسامبر ۱۵۷۰ ادامه داشت.